# Campionati statunitensi di sci alpino 1986
I Campionati statunitensi di sci alpino 1986 si svolsero dal 12 al 16 febbraio a Copper Mountain; furono assegnati i titoli di discesa libera, slalom gigante, slalom speciale e combinata, sia maschili sia femminili.

## Risultati
| Specialità      | Uomini     | Donne           |
| --------------- | ---------- | --------------- |
| Discesa libera  | Doug Lewis | Hilary Lindh    |
| Slalom gigante  | ?          | Beth Madsen     |
| Slalom speciale | ?          | Tamara McKinney |
| Combinata       | Tiger Shaw | Beth Madsen     |